# لقاح دي بي تي
صُنّف لقاح دي بّي تي (بالإنجليزية: DPT)‏ من اللقاحات المركبة ضد ثلاثة أمراض معدية لدى البشر: الديفتيريا والشاهوق (السعال الديكي) والكزاز. تشمل مكونات اللقاح ذيفانات الديفتيريا والكزاز وخلايا مقتولة بشكل كامل للبكتيريا المسببة للشاهوق. يُعرف اللقاح أيضًا باسم «دي تي بّي» أو «دي تي دبليو بّي»، إذ يشير الحرف الصغير «دبليو» إلى القتل الكامل للخلايا المسببة للشاهوق.
المسار المعتاد لتمنيع الأطفال في الولايات المتحدة هو خمس جرعات تتراوح بين شهرين و15 سنة. للبالغين، يُنصح باستخدام معززات من لقاح تي دي كل عشر سنوات.
في أواخر القرن العشرين، ساعدت اللقاحات في الحد من حالات السعال الديكي لدى الأطفال في الولايات المتحدة. ومع ذلك، بسبب انخفاض عدد التمنيع، زادت حالات المرض المبلغ عنها 20 ضعفًا في أوائل القرن الحادي والعشرين، ما أدى إلى العديد من الوفيات. خلال هذا الوقت، رفض العديد من الآباء تمنيع أطفالهم ضد السعال الديكي خوفًا من الآثار الجانبية. في عام 2009، استنتجت مجلة بيدياتريكس أن أكبر خطر بين الأطفال غير الملقحين لم يكن لصالح تقليل الآثار الجانبية، بل المرض الذي يهدف التمنيع للحماية منه.
رُخّص لقاح دي تي بّي عام 1949.

## لقاحات مركبة مع السعال الديكي اللاخلوي
كلا اللقاحين دي تي إيه بّي (DTap) وتي دي إيه بّي (Tdap) لقاحات مركّبة ضد الديفتيريا والكزاز والسعال الديكي. تشير الأحرف الصغيرة «دي» و«بّي» إلى تراكيز أصغر من ذيفان الديفتيريا ومستضدات السعال الديكي، وتشير «إيه» في «إيه بّي» إلى أن ذيفان السعال الديكي لاخلوي.

## الحمل
تنص المبادئ التوجيهية حول الرعاية ما قبل الولادة في الولايات المتحدة على أنه في حال الحاجة الملّحة للحماية ضد الكزاز أثناء الحمل، فيجب إعطاء اللقاح تي دي. إذا لم تكن هناك حاجة ملحة وتلقّت المرأة من قبل لقاح الكزاز، فيجب تأجيل التمنيع ضد الكزاز حتى فترة ما بعد الولادة. تُنصح جميع النساء بعد الولادة اللواتي لم يتلقين لقاح تي دي أو تي دي إيه بّي خلال العامين الماضيين بتلقي لقاح تي دي إيه بّي قبل الخروج من المستشفى بعد الولادة. تُنصح النساء الحوامل اللواتي لم يتلقين مطلقًا لقاح الكزاز (أي لم يتلقوا دي تي بّي أو دي تي إيه بّي أو دي تي عندما كانوا طفلات أو تي دي أو تي تي كبالغات) بتلقي ثلاث مجموعات من لقاحات تي دي تبدأ أثناء الحمل لضمان الحماية ضد الكزاز الأمومي والوليدي. في مثل هذه الحالات، يُوصى بإعطاء تي دي إيه بّي بعد 20 أسبوعًا حملي، ويمكن في الحمل الباكر استبدال جرعة واحدة من تي دي إيه بّي بجرعة واحدة من لقاح تي دي، ثم تكتمل السلسلة بلقاح تي دي. صوتت اللجنة الاستشارية لممارسات التمنيع (إيه سي آي بّي) التابعة لمراكز مكافحة الأمراض والوقاية منها في الولايات المتحدة على التوصية بتقديم موظفي الرعاية الصحية جرعة من لقاح تي دي إيه بّي خلال كل حمل في الفترة الممتدة بين 27 إلى 36 أسبوع حملي بغض النظر عن سوابق تلقّي المريض للقاح لهذا اللقاح. 